# Piattaforma di sviluppo low code

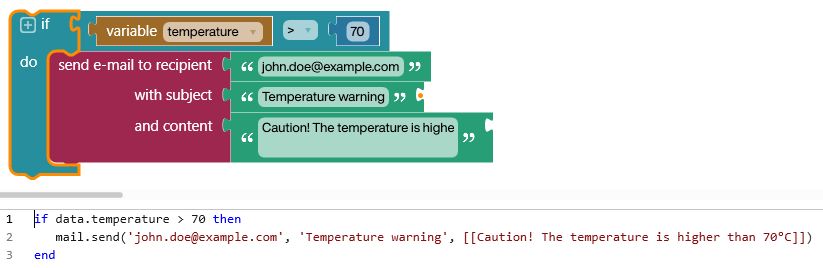
Un editor visivo Low-Code che consente la creazione di logiche di processo senza conoscenze di programmazione, illustrato con l'esempio di Peakboard.

In informatica una piattaforma di sviluppo low-code (Low-Code Development Platform - LCDP) è un ambiente di sviluppo che permette di creare software applicativi attraverso moduli di configurazioni e interfacce grafiche, invece di programmare scrivendo codice sorgente. La piattaforma può focalizzarsi sulla progettazione e sullo sviluppo di un particolare tipo di applicazione: database, processi aziendali o interfacce utente, come le applicazioni web, applicazioni mobile. Tali piattaforme possono produrre applicazioni interamente operative o richiedere modifiche per sviluppare funzionalità aggiuntive dell’applicativo generato. Le piattaforme di sviluppo low code riducono la quantità di scrittura di codice manuale tradizionale, consentendo una creazione accelerata delle applicazioni aziendali. Uno dei vantaggi è quello di permettere a persone senza particolari competenze tecniche di programmazione di contribuire alle fasi iniziali di sviluppo di un’applicazione. 
Le piattaforme di sviluppo low-code riducono il costo iniziale di installazione, implementazione e formazione. 
Il mercato delle piattaforme di sviluppo low-code risale al 2011, ma soltanto nel 2014 Forrester Research, organizzazione di analisi di mercato, ha dato un nome a questo tipo di ambiente di sviluppo.
La storia delle piattaforme di sviluppo low-code affonda le proprie radici nel linguaggio di programmazione di quarta generazione e negli strumenti di sviluppo rapido delle applicazioni degli anni '90 e dei primi anni 2000. Come gli ambienti di sviluppo precedenti, le piattaforme di sviluppo low-code si basano sui principi dell’ingegneria guidata dal modello, sulla generazione automatica di codice e sulla programmazione visuale.

## Utilizzo
La diffusione e l'uso di computer nelle aziende ha consentito di automatizzare i processi interni utilizzando dei software. La domanda di questi software ha richiesto agli sviluppatori di creare un gran numero di applicativi personalizzati in base alle specifiche necessità delle imprese. Le piattaforme di sviluppo low code sono state e vengono sviluppate come strumento per consentire lo sviluppo e l’utilizzo rapido di queste applicazioni di lavoro che vanno a soddisfare i bisogni di digitalizzazione e automazione di specifici processi delle organizzazioni.

## Il mercato
La società di ricerca Forrester stima che il mercato totale delle piattaforme di sviluppo low code arriverà a 15,5 miliardi di dollari entro il 2020. I segmenti di mercato includono piattaforme low code ad uso generico (per sviluppare qualsiasi tipo di applicativo), ma anche quelle dedicate alla creazioni di database, applicazioni gestionali, applicativi web e mobile.
La crescita del mercato dello sviluppo low code può essere attribuita alla sua flessibilità e semplicità di utilizzo.
L'accessibilità mobile è uno dei fattori trainanti dell'uso di piattaforme di sviluppo low code, perché sono nativamente progettate per la creazione di applicazioni adatte a più dispositivi, e consentono ai programmatori di risparmiare il tempo di creazione di più applicativi.
Poiché richiedono meno conoscenze di programmazione, quasi chiunque può imparare a utilizzare una piattaforma di sviluppo low code. Funzionalità come il drag and drop aiutano gli utenti a costruire la applicazione visualmente.

## Problemi di sicurezza e conformità
Le preoccupazioni per la sicurezza e la conformità della piattaforma di sviluppo low-code sono in aumento, soprattutto per le app che utilizzano i dati dei consumatori. Sulla sicurezza delle app create in modo così rapido e sulla possibile mancanza di una governance dovuta che porta a problemi di conformità. Tuttavia, le app a basso codice alimentano anche le innovazioni di sicurezza. Con lo sviluppo continuo di app in mente, diventa più facile creare flussi di lavoro di dati sicuri. Rimane il fatto che le piattaforme di sviluppo a basso codice che non si applicano e aderiscono rigorosamente alla teoria dei sistemi normalizzati (Herwig Mannaert, Jan Verelst, Peter De Bruyn, 2016) non risolvono la sfida di aumentare la complessità a causa dei cambiamenti.

## Ricerche e pubblicazioni
Un rapporto di Forrester sulle piattaforme di sviluppo low-code (”The Forrester Wave™: Low-Code Development Platforms, Q2 2016") ha analizzato 14 fornitori in base a 26 criteri di analisi. 
Un rapporto aggiornato di Forrester, che mostra la crescita del mercato low-code è stato pubblicato a luglio 2017 (Vendor Landscape: A Fork In The Road For Low-Code Development Platforms) e ha evidenziato 3 tendenze del settore: 
- Crescita: il mercato di piattaforme di sviluppo low-code dovrebbe aumentare di oltre 21 miliardi di dollari nei prossimi cinque anni.
- Diversificazione: due dei principali segmenti di mercato in via di sviluppo si concentrano sulle esigenze dei business developer e degli sviluppatori professionali.
- Integrazione: le aziende sono interessate a nuove tecnologie come l'intelligenza artificiale, la robotica e l'apprendimento automatico e le piattaforme di sviluppo low code devono innovarsi per offrire queste tecnologie.

Gartner ha pubblicato una valutazione sulle piattaforme di sviluppo di applicazioni aziendali ad alta produttività (HPaPaaS) nell'aprile 2018 ("Magic Quadrant for Enterprise High-Productivity Application Platform as a Service"). Ha valutato 20 fornitori nel mercato delle piattaforme di sviluppo low-code, inclusi quattro leader riconosciuti.
Un rapporto dell'azienda G2Crowd sulle piattaforme di sviluppo low-code ha valutato la quota di mercato e le recensioni degli utenti per 46 prodotti.
Forrester ha pubblicato un rapporto aggiornato nell'agosto 2018 analizzando 14 venditori di piattaforme low code. Il report copre anche le principali tendenze, tra cui la continua adozione di piattaforme di sviluppo low-code da parte delle aziende e la loro integrazione con applicazioni esistenti e già implementate in azienda.

## Critiche
Alcuni professionisti IT si chiedono se le piattaforme di sviluppo low-code siano adatte per applicazioni aziendali di grande importanza e dimensioni. Inoltre, alcuni CIO (Chief Information Officer) hanno espresso la preoccupazione che l'adozione di queste piattaforme internamente potrebbe portare a un aumento del numero di applicazioni aziendali sviluppate da dipartimenti non-IT, non riuscendo così a mantenerle e supportarle tutte in modalità centralizzata.